# Зета (виноград)
Зета (венг. Zéta) — технический (винный) сорт винограда, используемый для производства белых вин в Венгрии.

## Происхождение
Сорт выведен в Венгрии, в городе Печ в 1951 году скрещиванием сортов Бувье × Фурминт селекционером Ференцем Кирай на винодельческой фирме "Оремус", под названием Оремус. В 1990 году сорт был разрешён к культивированию. В 1999 переименован в Зета, в честь Зеты, героя романа «Невидимый человек» венгерского писателя Гезы Гардони.

## География
Культивируется в регионе Токай-Хедьялья.

## Основные характеристики
Лист небольших размеров, среднерассечённый, трёх- или пятилопастный. Черешковая выемка закрытая, с каплевидным просветом.
Гроздь небольших размеров, цилиндрическая, рыхлая, редко - средней плотности.
Ягоды округлые, золотистые при полном созревании, с янтарным загаром на солнечной стороне. Кожица тонкая, непрочная. Мякоть сочная с лёгким сортовым ароматом. Сахаристость как правило очень высокая, находится в пределах 22—27 %, при стандартной кислотности.
Урожайность довольно высокая, особенно в сравнении с родительским сортом Фурминт.
Сорт ранне-среднего периода созревания. Техническая зрелость наступает в середине сентября, при сумме активных температур 2500—2600 °C, опережая родительский сорт Фурминт на 5—6 недель.
Устойчивость против основных виноградных болезней слабая. Без надлежащей защиты сильно поражается мильдью, слабее - оидиумом. При неблагоприятных климатических условиях сильно болеет серой гнилью.

## Применение
Сорт рассматривается, как вспомогательный при изготовлении Токайских вин, хотя некоторые виноделы используют его для изготовления сухих столовых вин. Иногда его используют для изготовления моносортовых вин. Такие вина характеризуются тонами белых фруктов (зелёные яблоки, груши). Вина обладают потенциалом к выдержке.

## Синонимы
Оремус, Oremus.